# ستيفن ديكاتور هاتش
ستيفن ديكاتور هاتش (بالإنجليزية: Stephen Decatur Hatch)‏ هو مهندس معماري أمريكي، ولد في 1839، وتوفي في 1894.